# TVA social
TVA social (în engleză Social VAT) este un impozit indirect suportat de către agentul economic care își propune să doneze voluntar 33,3% din profitul său către una sau mai multe cauze sociale. TVA-ul social nu este un impozit obligatoriu. Este o decizie matură a agenților economici de a contribui la dezvoltarea mediului înconjurător pentru ei și clienții lor.